# تجربیات نامرسوم
تجربیات نامرسوم، مانند هالوسه‌های خوش‌خیم، ممکن است در افرادی که از سلامت روحی و جسمی خوبی نیز برخوردارند رخ دهد، حتی در صورت عدم وجود فاکتور محرک گذرا مانند خستگی، مسمومیت یا انزوای ادراکی.
شواهد این تجربیات بیش از یک قرن است که در حال انباشته شدن است. مطالعات تجربیات هالوسه خوش‌خیم به سال ۱۸۸۶ میلادی و کارهای اولیه انجمن تحقیقات روانی بازمی‌گردد که نشان می‌دهد تقریباً ده درصد از جمعیت حداقل یک دوره هالوسه را در طول زندگی خود تجربه کرده‌اند. مطالعات جدیدتر این یافته‌ها را تأیید کرده‌اند. بروز دقیق یافت شده با ماهیت قسمت و معیارهای «هالوسه» اتخاذ شده متفاوت است، اما یافته اصلی اکنون به خوبی پشتیبانی شده‌است.

## گونه‌ها
به دلایلی که در زیر مورد بحث قرار می‌گیرد، آن دسته از تجربیات نامرسوم هستند که با واقع گرایی ادراکی افراطی مشخص می‌شوند.

### تجربیات رؤیت اشباح
یک نوع متداول از تجربیات نامرسوم تجربه رؤیت اشباح است، که ممکن است به عنوان تجربه‌ای تعریف شود که در آن به نظر می‌رسد سوژه، شخص یا چیزی را درک می‌کند که از نظر فیزیکی وجود ندارد. نمونه‌های انتخاب‌شده توسط خود افراد غالباً چهره‌های انسانی را گزارش کنند، اما اشباح حیوانات، و حتی اشیاء نیز گزارش شده‌اند. قابل ذکر است که سوژه‌ها اکثر شخصیت‌هایی انسانی گزارش شده را به جا نمی‌آورند و آنهایی را هم که به جا می‌آورند همگی از افراد متوفی نیستند چرا که اشباح افراد زنده نیز گزارش شده‌است.

### تجربیات خارج از بدن
تجربیات خارج از بدن تا حدی در اذهان عمومی با مفهوم تجربه نزدیک به مرگ آمیخته شده‌است. با این حال، شواهد نشان می‌دهد که اکثر تجربیات خارج از بدن نزدیک به مرگ اتفاق نمی‌افتند، بلکه در شرایط انگیختگی بسیار زیاد یا بسیار کم اتفاق می‌افتند. مک کری پیشنهاد کرده‌است که این پارادوکس اخیر را می‌توان با اشاره به این واقعیت توضیح داد که خواب ممکن است نه تنها از طریق مسیر مرسوم برانگیختگی کم و ناتوانی، بلکه با مسیر کمتر آشنا استرس شدید و نزدیک شدن به آن توضیح داده شود. برانگیختگی بیش از حد در این مدل، تجربیات خارج بدن نفوذ فرآیندهای خواب مرحله ۱ را به هوشیاری بیداری نشان می‌دهند.

### رؤیاهای شفاف
یک رؤیای شفاف را این طور می‌توان تعریف کرد که در آن رؤیابین از این که خواب است و رؤیا می‌بیند آگاه است. اصطلاح «رؤیای شفاف» را اول بار پزشک هلندی فردریک فن ایدن به کار برد که رؤیاهای خودش از این نوع را مطالعه کرد.